# Баркан, Омер Лютфи
Омер Лютфи Баркан (тур. Ömer Lütfi Barkan, 1902—1979) — турецкий историк, специалист по экономической истории Османской империи.

## Биография
Родился в 1902 году в Эдирне. У Омера была сестра Фатьма.
Окончил среднюю школу в Эдирне, затем там же педагогический лицей, после его окончания три года работал школьным учителем. Затем переехал в Стамбул. Там изучал философию в Дарюльфюнуне.
В 1927 году для продолжения учёбы переехал в Страсбург. Баркан учился в Европе четыре года, затем вернулся в Турцию. В «европейский» период своей жизни испытал сильное влияние представителей школы «Анналов».
После возвращения преподавал в лицее Эскишехира, затем в Стамбульском университете. Его наставником там был Юсуф Кемаль Тенгиршенк. В 1934-35 годах служил в армии, затем возобновил преподавание в Стамбульском университете. В 1938 году Баркан сдал тест по иностранному языку, необходимый для дальнейшего продвижения по карьерной лестнице. Его экзаменаторами были Али Фуат Башгиль и Хюсейн Шюкрю Бабан. В 1939 году он защитил диссертацию. В 1950-52 году возглавлял кафедру экономической истории. В 1955 году основал Институт экономической истории Турции, возглавлял в 1955-72 годах.
Был женат, имел троих сыновей.
Умер 23 августа 1979 года в Стамбуле.